# Чотонов, Мамашарип Мамытович
Мамашарип Мамытович Чотонов (09.04.1968 — 08.12.2022) — доктор экономических наук, профессор, ректор Кыргызского государственного университета культуры и искусств им. Б. Бейшеналиевой.

## Биография
Родился 9 апреля 1968 года в селе Кызыл-Жар Советского (Кара-Кульджинского) района Ошской области.
В 1986—1988 годах служил в рядах Советской Армии.
Образование:
- факультет культурно-просветительской работы Кыргызского государственного института искусств имени Б. Бейшеналиевой по специальности «Организатор-методист культурно-просветительской работы» (1992).
- Кыргызский государственный национальный университет по специальности «Финансы и кредит» (2000).
- Дипломатическая академия при Министерстве иностранных дел Кыргызской Республики по специальности «Международные отношения».

В 1992-1994 гг. администратор, помощник режиссёра Кыргызской государственной филармонии им. Т.Сатылганова. Одновременно по совместительству — менеджер, исполнительный директор Международной ассоциации «Руханият». В 1994—1996 гг. её вице-президент.
В 1996 году стал учредителем ООО «Дастан-Ю», в 1999—2001 гг. генеральный директор фирмы. В 2001—2004 годах директор ООО «Жакшылык кредит».
С 2005 года преподаватель кафедры социально-культурной деятельности Кыргызского государственного института искусств им. Б.Бейшеналиевой (с 2213 г. Кыргызский государственный университет искусств им. Б.Бейшеналиевой). С 2012 года декан факультета оркестрового и хорового дирижирования.
В 2011—2012 годах по совместительству преподавал на факультете экономики и финансов Кыргызского национального университета имени Ж.Баласагына и на факультете экономики и управления Кыргызско-Турецкого университета «Манас».
В 2011 году защитил диссертацию на кафедре экономики и финансов Кыргызского национального университета имени Ж.Баласагына, ему была присвоена учёная степень «Кандидат экономических наук».
С 2014 года ректор Кыргызского государственного университета культуры и искусств им. Б. Бейшеналиева.
В 2019 году Высшей аттестационной комиссией Кыргызской Республики присвоена степень доктора экономических наук.
Автор учебных пособий:
- Экономика социально-культурной сферы (учебное пособие) // Международный журнал экспериментального образования. — 2015. — № 12-1.
- Менеджмент в социально-культурной сфере (учебное пособие) // Международный журнал экспериментального образования. — 2015. — № 12-1

Умер 8 декабря 2022 года в возрасте 54 лет в результате тяжелой болезни.
Семья: жена, четверо детей.